# No Mercy (zespół muzyczny)
No Mercy – niemiecki zespół muzyczny pop i dance, założony w lipcu 1995 w Miami przez niemieckiego producenta Franka Fariana.
Od 2009 roku jest częstym gościem teleturnieju Jaka to melodia?, w którym wykonuje swoje największe przeboje.

## Skład zespołu
- Martin „Marty” Cintron – śpiew, gitara
- Ariel Hernandez – śpiew
- Gabriel Hernandez – śpiew

## Dyskografia

### Albumy
- My Promise (1996) – złota płyta[1] w Polsce
- More (1998)
- Greatest Hits (2007)
- Day By Day (2007)

### Single
| Rok  | Tytuł                         | Pozycja na liście | Pozycja na liście | Pozycja na liście |
| Rok  | Tytuł                         | GER               | AUT               | SUI               |
| ---- | ----------------------------- | ----------------- | ----------------- | ----------------- |
| 1995 | Missing                       | 19                | —                 | 9                 |
| 1996 | Where Do You Go               | 3                 | 5                 | 4                 |
| 1996 | When I Die                    | 5                 | 1                 | 3                 |
| 1997 | Please Don’t Go               | 11                | 5                 | 15                |
| 1997 | Kiss You All Over             | 40                | 13                | 33                |
| 1998 | Hello How Are You             | 24                | 12                | 14                |
| 1998 | Tu Amor                       | —                 | —                 | —                 |
| 1999 | More Than a Feeling           | 94                | —                 | —                 |
| 2000 | Morena                        | —                 | —                 | 68                |
| 2000 | Where Is The Love             | —                 | —                 | —                 |
| 2002 | Don’t Let Me Be Misunderstood | 65                | —                 | —                 |